# Teng Yin
Teng Yin (? -256.) bio je ministar na dvoru kineske države Istočni Wu, jednog od Tri kraljevstva. Teng Yin je isplanirao atentat na tiranskog vladara Zhuge Kea zajedno sa Sun Junom. Teng Yin je zbog toga kasnije dobio čin Velikog maršala. Kasnije je planirao ubojstvo još jednog tiranskog regenta - Sun Lina, ali je otkriven i pogubljen.